# Masanagi, Byadgi
Masanagi là một làng thuộc tehsil Byadgi, huyện Haveri, bang Karnataka, Ấn Độ.